# Efeito Dufour
Efeito Dufour é o gradiente de temperatura provocado pela diferença de gradiente de concentração, num processo de difusão referente à termodinâmica. O fenômeno é decorrente de processos irreversíveis e responde ao efeito Soret.
O gradiente de concentração resulta em uma mudança de temperatura. Para misturas binárias de líquidos, o efeito Dufour é geralmente considerado desprezível, enquanto nas misturas binárias de gases o efeito pode ser significativo.